# ᶈ
ᶈ, appelé p crochet palatal, est une lettre latine utilisée auparavant dans l'alphabet phonétique international, rendu obsolète en 1989, lors de la convention de Kiel.

## Utilisation
La lettre ᶈ était utilisée pour représenter une plosive bilabiale sourde palatalisée. Après 1989, la lettre est changée pour pʲ.

## Représentations informatiques
Le p crochet palatal peut être représenté avec les caractères Unicode suivants : 
- précomposé (Alphabet phonétique international, diacritiques)[1] :

| formes    | représentations | chaînes de caractères | points de code | descriptions                              |
| --------- | --------------- | --------------------- | -------------- | ----------------------------------------- |
| minuscule | ᶈ               | ᶈ                     | U+1D88         | lettre minuscule latine p crochet palatal |

- décomposé et normalisé NFD (Alphabet phonétique international, diacritiques) :

| formes    | représentations | chaînes de caractères | points de code | descriptions                                          |
| --------- | --------------- | --------------------- | -------------- | ----------------------------------------------------- |
| minuscule | p̡               | p◌̡                    | U+0070 U+0321  | lettre minuscule latine p diacritique crochet palatal |